# Одед Реґев
Одед Реґев (івр. עודד רגב, англ. Oded Regev; нар. 25 жовтня 1946) — ізраїльський фізик і астрофізик, почесний професор Техніону, найбільш відомий застосуванням динаміки рідини та теорії динамічних систем до астрофізики.

## Кар'єра
Реґев народився в Польщі та емігрував до Ізраїлю в 1958 році. Його академічна кар'єра проходила переважно в Ізраїлі. Він вивчав фізику та математику в Єврейському університеті в Єрусалимі, навчався в аспірантурі та здобув ступінь доктора філософії в Тель-Авівському університеті, а потім став викладачем Ізраїльського технологічного інституту Техніон. Під час навчання прослужив чотири роки в збройних силах Ізраїлю і продовжив службу в резерві, досягши звання майора. У 2002 році переїхав до США.

## Наукові результати
Його ранні чисельні розрахунки (разом з Г. Шавівим) гравітаційного колапсу газової сфери, що обертається (1980), першими показали, що врахування турбулентної в'язкості призводить до утворення протопланетної дископодібної туманності навколо центральної зорі. Разом з Дж. Р. Бюхлером він знайшов спрощену модель зоряних коливань, яка демонструвала хаотичну пульсацію. Пізніше було встановлено, що ця модель пов'язана з осцилятором Мура-Шпігеля.
Він був одним із першовідкривачів адвекційно домінованих акреційних потоків, які стали дуже популярною ідеєю в моделюванні акреційних дисків навколо чорних дір.
У свої останні роки він зосередився на теорії акреційних дисків, застосовуючи методи математичної апроксимації, які були новими для астрофізики. Він досліджував нестійкість акреційних дисків, які можуть спричинити перенос кутового моменту, виключаючи можливість того, що магніто-обертальна нестійкість може вийти за межі лінійної стадії в тонких дисках з дуже низьким магнітним числом Прандтля, якими зазвичай є такі структури.

## Книги
Реґев є автором таких книг:
- Фізика з відповідями: 500 задач і розв'язків (з Ендрю Р. Кінгом, Cambridge University Press, 1997)[6]
- Хаос і складність в астрофізиці (Cambridge University Press, 2010)[7]
- Методи асимптотичної апроксимації в астрофізичній динаміці рідин: методи та приклади застосування (разом з Орканом М. Умутаном, VDM Verlag, 2010)
- Сучасна динаміка рідин для фізики та астрофізики (разом з Орканом М. Умурханом і Філіпом А. Йеко, Springer, 2016)[8]